# Формат 18
«Формат 18» (Format18, F18) — російська радикальна організація націоналістів, що повністю складається зі скінхедів, створена в 2005 році Максимом Марцинкевичем; одна з найпопулярніших націоналістичних організацій, що будь-коли існували в новій Росії. До створення «Формат 18» Марцинкевич полягав в об'єднанні скінхедів «Російська мета» Семена Токмакова. До 2003 був членом Народної національної партії.
1. ↑  tagesschau.de, Patrick Gensing. Russland: Neonazi-Netzwerk macht Jagd auf Schwule. tagesschau.de (нім.). Процитовано 16 вересня 2023.
2. ↑  Macklin, Graham (2018). ‘Only Bullets will Stop Us!’ – The Banning of National Action in Britain. Perspectives on Terrorism. Т. 12, № 6. с. 104—122. ISSN 2334-3745. Процитовано 16 вересня 2023.